# Каонаси
Безликий, в оригинальной японской версии  Каонаси (яп. カオナシ / Kaonashi) — один из основных персонажей аниме «Унесённые призраками» режиссёра-аниматора Хаяо Миядзаки.

## Толкование имени
Имя Каонаси в переводе с японского характеризуется, как «безликий человек» или «человек без лица», а также «человек в маске».

## Описание

### Основные характеристики
Бог, божество, призрак, также дух. Загадочный тип. Возраст, родственные связи неизвестны.

### Внешний вид
Безликий одет в черную полупрозрачную мантию, которая закрывает полностью всё его тело и голову. Вместо лица носит белую маску, аналогичную театральной. Черты лица на маске меняются в зависимости от настроения. Под маской, там, где должно быть горло, у Безликого расположен огромный рот. После поглощения лягушонка приобретает голос и руки. Съев горький пирожок, отрыгивает содержимое желудка вместе с персонажами и теряет эти части тела.

### Способности
Безликий может становиться невидимым, изменять свой облик, а также движением своих рук создавать неограниченное количество копий любого предмета, будь то золото или таблички. Однако всё, что он создаёт, является не более чем подделкой из грязи. Безликий лишён дара речи, лишь издаёт некие отрывистые звуки, схожие со стонами. Однако он всё слышит и понимает.

### Занятие
Безликий — бог-бродяга, он путешествует, ищет своё предназначение в мире. Он не знает, кем является, откуда родом и где его дом. Этот персонаж отчаянно занимается поисками своего лица, уютного места обитания, друзей. Безликий одинок, возможно, поэтому он не умеет говорить, ибо ему и не с кем.

## Безликий в аниме

### Работа над персонажем
Идея и создание Безликого принадлежат Хаяо Миядзаки. Персонажа озвучил Акио Накамура.

### История, роль, суть персонажа
Первая встреча с Безликим происходит, когда Тихиро и Хаку переходят по мосту через реку к «Купальням Абура-я». Безликий как раз стоит на этом мосту и наблюдает главным образом за Тихиро. Во второй раз Безликий также стоит на мосту. Тихиро направляется в сторону свинофермы, где находятся её родители. Проходя мимо, Тихиро дружелюбно кивает. Бог по-прежнему смотрит вслед Тихиро. Когда Тихиро возвращается обратно в купальни, Безликий на короткое время появляется и тут же исчезает, следуя за девочкой, которая его не замечает.
Следующая встреча между Тихиро и Безликим происходит рядом со зданием купален. Идёт сильный дождь, Безликий находится в саду. Тихиро решает, что Безликий — гость, пускает его внутрь и уходит, оставляя дверь открытой. Безликий воспринимает это как приглашение и с улыбкой на маске входит в здание. Периодически пользуясь невидимостью, Безликий бродит по всему зданию «Купален Абура-я». Дежурный купален не хочет давать Тихиро таблички с названием настоя для приготовления ванны. Из ниоткуда появляется Безликий, которого замечает только Тихиро, затем исчезает и в невидимом состоянии бросает одну из табличек девочке в руки. Та, поблагодарив, убегает. Затем Безликий предстаёт перед Тихиро рядом с ванной. Девочка вежливо объясняет ему, что ванна ещё не готова. В свою очередь Безликий протягивает Тихиро несколько табличек с настоями. Но девочка отказывается их брать. Бог явно остаётся недовольным или обиженным и исчезает, бросая на пол таблички. Безликий показывается на несколько мгновений, когда находящиеся в здании купален выпускают Речное Божество в небеса, но его никто не замечает. Далее Безликий появляется в здании ночью. Заманивая лягушонка Ао-гаэру, Безликий проглатывает его. Безликий начинает передвигаться по-лягушачьи, говорит голосом Ао-гаэру. Работники купален принимают Безликого за гостя, причём тот готов заплатить огромным количеством золота. Потому в «Купальнях Абура-я» начинается суматоха: по просьбе Безликого ему готовят еду, несут многочисленные запасы. Когда Безликий встречает здесь Тихиро, он предлагает ей гору золота, но та отказывается. Похоже, что он в отчаянии. Он проглатывает ещё двоих работников. После между ним и Тихиро снова происходит встреча. Девочка даёт ему пирожок, от которого Безликому становится плохо, и он начинает преследовать Тихиро по зданию купален. В какой-то момент он выплёвывает всех своих проглоченных жертв.
Покинув здание, Тихиро зовёт Безликого за собой. Они вместе добираются до станции, где садятся на поезд, чтобы добраться до дома волшебницы Дзэнибы, извиниться за воровской поступок Хаку и помочь ему. Так герои доезжают до станции №6, затем находят дом Дзэнибы. Волшебница принимает путников гостеприимно, угощая чаем и разными сладостями. После этого Безликий помогает Дзэнибе с вязанием. Когда волшебница прощает прибывшего перевоплощённого в дракона Хаку и провожает ребят, она просит, чтобы Безликий остался жить с ней и помогал по хозяйству. Он соглашается, они с Дзэнибой машут руками улетающим дракону и Тихиро.
Благодаря Тихиро Безликий понял, что не всё можно купить золотом, что в девочке не присутствует та алчность, что у большинства других. Безликий по-настоящему привязывается к Тихиро. Он благодарен ей за то, что она так добра к нему, что помогла ему найти своё место в мире и себя.